# Heizhu
Heizhu (på kinesiska: 黑竹沟, betyder "Den svarta bambudalen") är en dal i Sichuan-provinsen i sydvästra Kina som upptar ca 180 kvadratkilometer. På grund av bl.a. mystiska försvinnanden, sin ovanligt tjocka dimma och legender så anses dalen ibland vara Kinas svar på Bermudatriangeln.

## Geografi
Heizhudalen ligger 100km sydväst om Emeishan och upptar cirka 180 kvadratkilometer. 
Bland bergstopparna finns ett dussin stora sjöar, och den största sjön har en area på över 200 mu (ca 13.33 hektar). Bland dess täta skog så finns ett stort antal vattenfall och dammar.

## Paranormalt
Berättelser om mystiska försvinnanden och död i dalen har länge cirkulerat i området. 1949 då Folkrepubliken Kina bildades sägs de kvarvarande 30 Kuomintangsoldater som gick in i området ha försvunnit spårlöst.
1976 skall tre personer ur Sichuans malmletargrupp ha försvunnit spårlöst, och hela nationen deltog i sökandet efter personerna. Tre månader senare fann man bara deras skelett i dalen. 1995 försvann två soldater när de passerade dalen, och enbart deras vapen hittades en tid efter.